# النزاعات الإقليمية في الخليج العربي

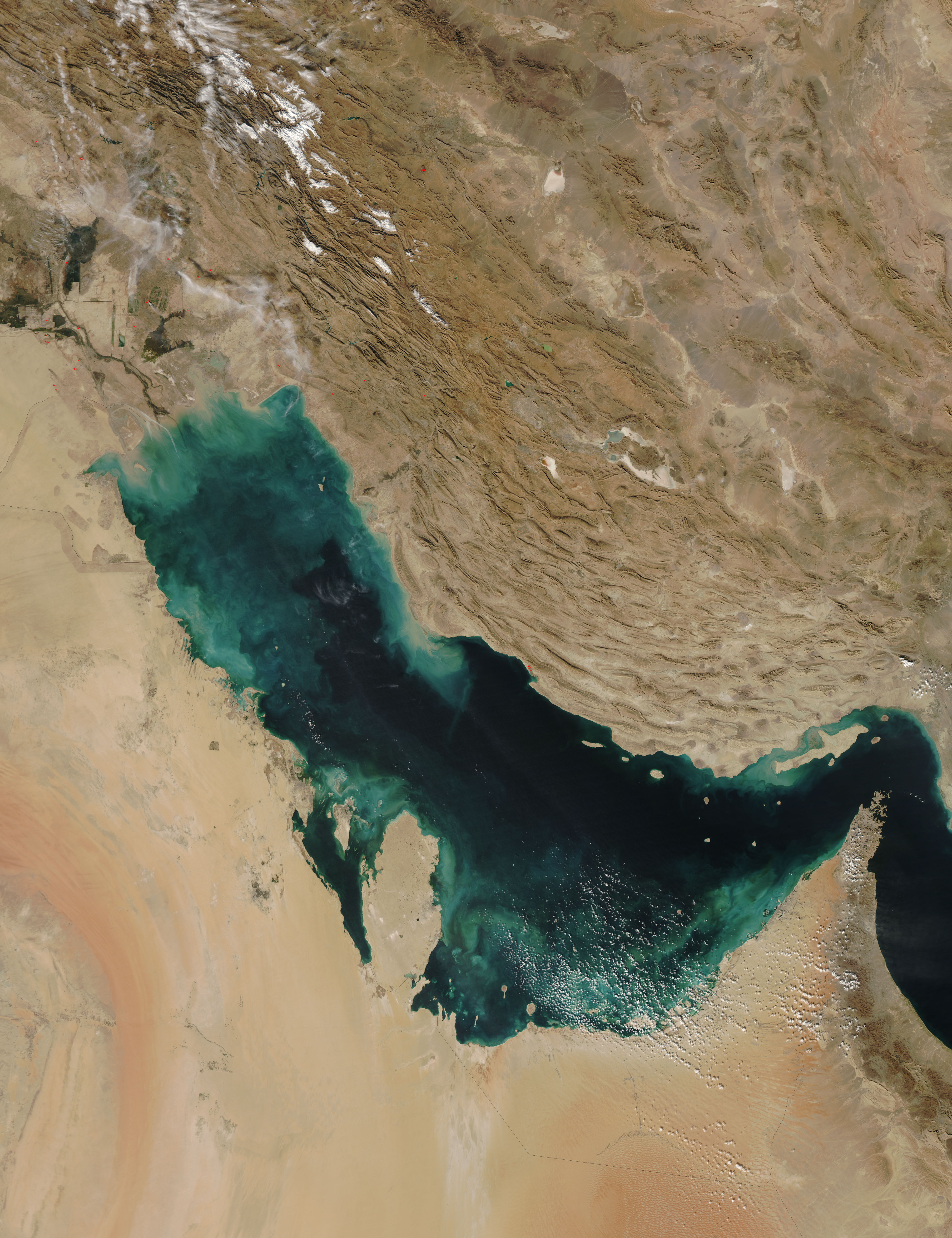
صورة جوية للخليج العربي

النزاعات الإقليمية في الخليج العربي هي النزاعات الإقليمية التي وقعت بين الدول الواقعة داخل حدود الخليج العربي الواقع جنوب غرب آسيا، وتشمل هذه الدول: الكويت والمملكة العربية السعودية والبحرين وقطر والإمارات العربية المتحدة وسلطنة عمان والعراق وإيران.

## نظرة عامة
أخذت ظاهرة بروز كيانات سياسية مستقلة تأخذ صورة الدولة بالمفهوم المعاصر بالتشكل في الوطن العربي، إذ تعود بدايتها إلى ما بعد انهيار السلطة العثمانية في أعقاب الحرب العالمية الأولى، وتعاظمت اهميتها بعد تحرر غالبية الاقطار العربية من السيطرة الاجنبية واسترداد استقلالها في السنوات التالية لنهاية الحرب العالمية الثانية، أي أن معظم الدول العربية تعود عضويتها في المجموعة الدولية كما تتمثل في اطار الامم المتحدة إلى أقل من نصف قرن، وكان طبيعيا ان يصاحب نشأة كل كيان دولي جديد مواجهة ضرورة حل مشكلات، بعضها ناجم عن التوارث الدولي سواء بالنسبة للحدود أو في ما يتعلق بالتعهدات الدولية السابقة، والبعض الآخر يتناول العلاقات مع الدول المجاورة وتصفية ما قد يكون قائما حينذاك أو استجد عقب الاستقلال من قضايا تثير خلافا في الرأي والمصالح وتتطلب استحداث حلول مناسبة.
ماقبل اكتشاف النفط قدمت دول الخليج العربي القليل من الجهد لتحديد أراضيها، وكان مفهوم الحدود الرسمية لا تعني لها الكثير، وكان الولاء إلى وحدة سياسية ميزة غائبه عن دول الخليج، واقتصرت السلطة المنظمة إلى السيادة على المرافئ والواحات. تم تحديد حدود الكويت والعراق والسعودية في معاهدة العقير عام 1922. أدى التوقيع على الامتيازات النفطية الأولى في ثلاثينيات القرن العشرين إلى الدفع نحو ترسيم حدود الدول، ولكن لعدم ترسيم الحدود الداخلية لتلك الدول منذ وقت مبكر، ترك الفرص مفتوحة لنشوء الخلاف، وخاصة في مناطق حقول النفط الأكثر قيمة. استمر وضع دول الخليج على حاله حتى عام 1971، حيث وصلت قوات تقودها بريطانيا لارساء السلام والنظام في منطقة الخليج، وبدء مسؤولي بريطانيا التحكيم في المشاجرات المحلية. بعد انسحاب هذه القوات ارتفعت المطالبات الإقليمية القديمة والعداوات القبلية إلى السطح.
في الماضي كانت الحدود في شبه الجزيرة العربية أكثر مرونة، إذ أنها تحددت وفقًا لمناطق رعي القبائل، لكن تصاعد التنافس على الموارد والبحث عن هوية وطنية وعلى الأخص في غياب إطار أمني فعال أدى إلى تدهور العلاقات بين الدول، التعتيم الإقليمي والحاجة إلى مفهوم للوصول إلى مصادر الطاقة استمر في زرع بذور التوتر بين الدول والإضرار بقدرتها على تطبيق الاتفاقيات والتفاهمات، بالإضافة إلى الرؤية المختلفة للاحتياجات الأمنية والظروف الجيوإستراتيجية المختلفة، فقد كان النشاط حول استخراج النفط والذي عزز من المخاوف المتبادلة أدى إلى تصعيد عدم الثقة بين دول المنطقة. موضوع الحدود البحرية أكثر تعقيدًا نظرا لأنه يتضمن المناطق الاقتصادية الأكثر ثراء وهو النفط في الساحل الخليجي.

## مَطالب إيران بالبحرين
البحرين هي مجموعة من الجزر تقع في الخليج العربي، نالت استقلالها عام 1971، ويحكمها آل خليفة بنظام ملكي دستوري. ودائمًا ما كانت البحرين نقطة نزاع كبيرة بينها ودول الخليج من جهة، وإيران من جهة أخرى. تناوب على السيطرة على البحرين وحكمها الكثير من الجهات والقوى، بدءً من الدولة العباسية مرورًا بالكثير من القبائل حتى احتلتها الإمبراطورية البرتغالية في أوج مجدها القصير نسبيًا، وذلك في العام 1521 لمدة ثمانين عامًا في سبيل السيطرة على طرق التجارة، ولما أفل مجدهم قامت الدولة الصفوية باحتلال البحرين في 1602، وبعد 181 عامًا، استطاعت أسرة آل خليفة أن تسيطر على الجزيرة وتستخلصها، ليمتد حكمها من 1783 وحتى اليوم، مع فترات متقطعة من الحروب مع القوات العمانية وغيرها.
في السنوات التالية لسيطرة آل خليفة على البحرين، حاولت فارس أن تطرق أي باب يمكّنها من العودة لبسط سيطرتها على البحرين، وذلك في سلسلة طويلة من الأحداث من أهمها: احتجاج فارس على إبرام بريطانيا معاهدات سلام مع الساحل العربي ومنها البحرين في عام 1820، وقد أدى إبرام هذه المعاهدة إلى احتجاج فارسي، أعقبه محاولات بلاد فارس مهاجمة البحرين ومحاولة فرض السيطرة والنفوذ عليها في أعوام 1820، 1823، 1836، ولكن هذه المحاولات باءت بالفشل بسبب الدعم والمساندة البريطانية للبحرين. وقد ادَّعت الحكومات الفارسية المتتالية الزندية والقاجارية، أحقِّيتها في السيطرة على البحرين، وفي هذا يقول الرحالة جيمس ثيودور بنت (1852 - 1897): «في العام 1867 حاول شاه فارس السيطرة على البحرين، وعلى الرغم من أن ادِّعاءه الوحيد لتحقيق هذا الأمر هو تكرار الادِّعاءات الفارسية بشأن تبعيَّة البحرين لها في عهد الصفويين، إلا أنه في الوقت نفسه، كان يعمل على مساندة بعض الأطراف ضد البعض الآخر».
كان الغالبية من سكان البحرين قبل مجيء أسرة آل خليفة ومن ناصرهم من القبائل العربية إلى البحرين، كانوا من الشيعة العرب، وقد انتزع آل خليفة حكم البحرين من الفرس، وقد حدثت معارك في هذا الصدد، وظل قسم من الشيعة يشعرون بأن حقوقهم مهدورة، واشتكوا أنهم يعانون التمييز والسخرة وعدم إيلاء الاهتمام اللائق ببعض ما يتعلق بالممارسات الدينية وغيرها. التقطت إيران هذا التذمر، وظلت تضغط بذريعة تحسين أوضاع الشيعة في البحرين، أرسلت الحكومة الإيرانية احتجاجًا إلى الحكومة الإيطالية عندما قامت إحدى طائرات الأخيرة بمحاولة قصف المنشآت النفطية البحرينية إبان الحرب العالمية الثانية في العام 1940، وفي وقتٍ أبكر بادرت إيران في شهر نوفمبر عام 1927 بإثارة موضوع تبعية البحرين لها في عصبة الأمم، وأكدت في المذكرة التي قدمتها أنها كانت المسيطرة على البحرين في معظم عصور التاريخ، وعقب انتهاء الحرب العالمية الثانية شنت الصحافة الإيرانية حملة كبيرة ضد بريطانيا تطالب فيها بالسيادة الإيرانية على البحرين، وفي 21 سبتمبر عام 1945 أبرزت جريدة نيروز إيران الحديث الذي أدلى به وزير الخارجية الإيراني في المجلس النيابي والذي طالب فيه الولايات المتحدة الأمريكية بالتريث في استخراج النفط من الحقول البحرينية نظرًا للحقوق الإيرانية في البحرين.
حاولت إيران بعد ذلك تكريس تبعية البحرين لها من خلال القيام بعدة خطوات وكانت أبرز هذه الخطوات: أصدرت وزارة التربية والتعليم في عام 1946 قرارًا يقضي بتدريس تبعية البحرين لإيران في المدارس، أصدر مجلس الوزراء الإيراني في أبريل عام 1946 مرسومًا يقضي بأن يخضع إنتاج الحقول النفطية في البحرين والذي يتم تصديره إلى الخارج لنفس الإجراءات المتبعة بحق شركة البترول الأنجلو فارسية، أصدر البرلمان الإيراني في عام 1946 قرارًا يقضي باتخاذ الإجراءات اللازمة لتطبيق الرسوم البريدية على الرسائل الصادرة والواردة من وإلى البحرين، عدم اعتراف الحكومة الإيرانية بجوازات السفر البحرينية الخاصة بالأشخاص الذين يزورونها من البحرين، وضعت الحكومة الإيرانية في سبتمبر عام 1948 خرائط جغرافية جديدة تبين تبعية البحرين لإيران، وفي عام 1949 عارضت إيران مشاركة البحرين في المؤتمرات الدولية فاحتجت إيران لدى المؤتمر الاقتصادي الآسيوي المنعقد في عام 1949 بكراتشي ولدى اتحاد البريد الدولي على قبول البحرين عضوًا في هذين المنبرين الدوليين، ووصلت الاعتراضات الإيرانية إلى حد الاعتراض على ورود اسم البحرين بين دول الخليج في بعض وثائق الأمم المتحدة، أصدر مجلس الوزراء الإيراني في عام 1957 قرارًا يقضي بضم البحرين وذلك ردًا على قيام المنامة بإدخال تعديلات على قانون الجيش الذي صدر في عام 1938 نصت على عدم جواز منح الجنسية البحرينية إلا لمن تكون لديه ملكيات غير منقولة بشرط إجادته اللغة العربية وأن يكون مقيمًا في البلاد بصفة مستمرة لما لا يقل عن عشر سنوات، رفضت إيران اتفاقية التعاون الاقتصادي الموقعة بين المملكة العربية السعودية والبحرين عام 1958، واعتبرت إيران المشروع السعودي بإقامة جسر يربط بين المملكة والبحرين بمنزلة إجراء تتخذه السعودية لإحباط أي محاولة تقوم بها إيران لضم البحرين.
في عام 1968 أعلنت بريطانيا نيتها الانسحاب من شرق السويس، وقامت بالترتيب لعملية تسليم واستلام مع الحكومات المحلية؛ فتجددت آمال إيران في إعادة المطالبة بضم البحرين، فاتفقت مع بريطانيا على تقديم طلب مشترك إلى الأمم المتحدة باستفتاء شعب البحرين إن كان يريد الاستقلال أم الانضمام إلى إيران، الأمر الذي ترتب عليه تشكيل بعثة من الأمم المتحدة لهذا الغرض. وقد سبق حاكم البحرين آنذاك عيسى بن سلمان آل خليفة، قدمت بعثة الأمم المتحدة تقريرها النهائي في 30 أبريل 1970، والمتضمن إن الغالبية الساحقة لسكان البحرين بمختلف انتماءاتهم وطوائفهم ودياناتهم تؤيد وتريد إقامة دولة عربية ذات سيادة مستقلة. بعد نجاح الثورة الإيرانية في فبراير 1979 نُظمت مظاهرات في البحرين ضمت عدة آلاف لتأييد الثورة الإسلامية، وتقدمت عدة شخصيات شيعية كبيرة بعريضة إلى الحكومة، كان من أهم مطالبها إقامة نظام إسلامي في البحرين على غرار النظام في إيران. بينما كانت البحرين تستعد للاحتفال بمرور 200 عام على تولي آل خليفة السلطة في البلاد، أُعلن الكشف في أواخر عام 1981 عن محاولة انقلاب قادها هادي المدرسي، وقد صرَّح رئيس وزراء البحرين بأنه لا يوجد في البحرين خطر داخلي، وأن الخطر الخارجي هو إيران، ومنذ ذلك الحين صار من المعروف أن الكثير من الأحداث الماسّة بالأمن في البحرين يُنسب إلى جهات خارجية، وأن هذه الجهات لم تكن سوى إيران والمنظمات التابعة لها.

## الجُزر الإماراتية الثلاث

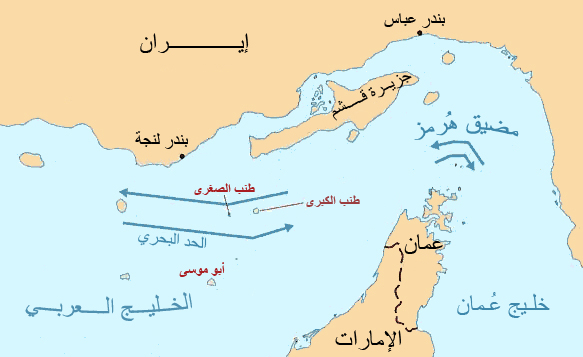
الخليج العربي والجزر العربية الثلاث طنب الكبرى وطنب الصغرى وجزيرة أبو موسى

تقع الجزر الإماراتية جزيرة أبو موسى وطنب الكبرى وطنب الصغرى عند مدخل مضيق هرمز في الخليج العربي، والذي يعتبر من أهم المضايق والممرات المائية الحيويّة في العالم. لهذه الجزر أهميّة جيوبوليتيكيّة وجيوإقتصاديّة كبيرة، لأنها ذات موقع جغرافي مهم يوفر الحماية الاستراتيجية العسكرية. هذه الجزر غنية بالثروات البحرية والثروات المنجمية والنفطية، والواحات الزراعية الخضراء، وتزخر بالمياه العذبة، ما جعلها هدفًا للأطماع الإستعمارية إقليميًا ودوليًا. طيلة قرون ظلّت الجزر خاضعة للسيادة العربية المتمثّلة بإمارة رأس الخيمة والشارقة، واستمرت هذه السيادة حتى تاريخ انسحاب بريطانيا من منطقة الخليج العربي، حيث نفّذت القوات الإيرانية التهديدات العلنية التي أطلقها شاه إيران في غير مرة بخصوص غزو الجزر واحتلالها، واحتلّت الجزر في فجر يوم 30 نوفمبر 1971، وذلك قبل ساعات من إعلان قيام دولة الإمارات العربية المتحدة. منذ ذلك التاريخ ودولة الإمارات العربية المتحدة تُحاول استعادة الجزر المحتلة بكافة السبل والوسائل السلمية، واعتبرت ذلك حقاً شرعيًّا تاريخيًا، بالمقابل ترى إيران أن الجزر جزء لا يتجزأ من ترابها وكيانها، وإنها قامت باسترجاع الجزر المغتصبة إلى الوطن الأم ليس إلّا، وإن قضية سيادتها على الجزر غير قابلة للنقاش.
ترى إيران أنّ استعادة جزر أبي موسى وطنب الكبرى وطنب الصغرى حقها المشروع، بل تذهب أبعد من ذلك حيث تعتبر أنّ سواحل وجزر الخليج العربي كلها ملك بلاد فارس التاريخي الذي يجب استعادته، وتزعم أنها كانت تسيطر على الجزر المحتلة قبل القرن السابع عشر الميلادي، لكنها في عهدي الزندية والقاجارية فوّضت القواسم ليحكموا الجزر الثلاث، وكذلك ميناء لنغة (لنجة)، وذلك لأنها كانت غير قادرة على صدّ الهجمات التي كانت تطال هذه المناطق بسبب عدم امتلاكها الأسطول البحري الفاعل. تعتمد إيران في ادعائاتها على الجزر الثلاث بالتالي: إنّ المصالح الإستراتيجية والأمنية في الخليج العربي تتطلّب سيادة إيرانية على الجزر الثلاث، أنّ الجزر الثلاث كانت تحت السيادة الإيرانية قبل الاحتلال البريطاني بثمانين عامًا، أنّ الخرائط البريطانية تظهر الجزر المحتلة جزءًا من أراضيها، وذلك بالاستناد إلى الخارطة التي قدمتها وزارة الحرب البريطانية عام 1888، إلى شاه إيران حيث كانت الخريطة ملوّنة بألوان توحي بأنّ هذه الجزر تابعة لإيران.

صورة جوية لجزيرة طنب الكبرى

في الجهة المقابلة تتمسك الإمارات العربية المتحدة بأحقيتها بامتلاك الجزر الثلاث وتورد بعض الشواهد والبراهين الذي يدعم تمسكها بالجزر ومنها: إنّ السلطات البريطانية تلقت عام 1864 رسالة رسمية من حاكم قواسم الساحل تؤكد تبعية جزر أبي موسى وطنب الكبرى وطنب الصغرى وصير بونعير له منذ أجداده الأوائل، في عام 1879 أكد المقيم البريطاني في بوشهر بعد احتلال الأحواز أنّ جزيرتي طنب ولنغة تابعتان لسيادة القواسم، في عام 1898 رفض حاكم الشارقة منح امتياز لشركة أجنبية للتنقيب عن بعض أنواع المعادن الموجودة في باطن أرض جزيرة أبي موسى، إنّ الشيخ محمد بن قاسم القاسمي حاكم رأس الخيمة في عام 1918 رعى حفل تدشين على جزيرة طنب الكبرى وكان يرافقه حينذاك المعتمد البريطاني في الخليج وقائد البحرية البريطانية، هناك وثيقة صادرة من وزارة الهند البريطانية في عام 1928 تقول إنّ ملكية طنب الكبرى وطنب الصغرى تعود لرأس الخيمة منذ انفصالها عن إمارة الشارقة عام 1921، في عام 1930 طالبت إيران باستئجار جزيرتي طنب الكبرى وطنب الصغرى من رأس الخيمة ورفضت الأخيرة، حتى عام 1963 لم يكن هناك إيراني واحد يقيم في جزيرة أبي موسى وبدأ استقدام الإيرانيين مع دخول قوات الجيش الإيراني إلى الجزيرة بعد توقيع مذكرة التفاهم بين إيران وإمارة الشارقة، إنّ حكام الشارقة ورأس الخيمة فرضوا رسوماً سنوية على الأنشطة الاقتصادية التي كان يقوم بها سكان الجزر الثلاث منذ مطلع القرن الثامن عشر الميلادي هذه الرسوم كانت تشمل صيد الأسماك والغوص لجمع اللؤلؤ والرعي وغيرها، في عام 1912 قام الشيخ خالد حاكم الشارقة بمنح تصريح لبناء منارة للسفن على جزيرة طنب الكبرى، في عام 1937 تم منح امتيازات للتنقيب عن النفط والغاز في جزيرة أبي موسى والمياه الإقليمية التابعة لها إلى شركة بتروليوم كمباني.
قرر الإيرانيون بعد انتهاء حرب الخليج الأولى مع العراق توسيع الاستخدام العسكري لجزيرة أبو موسى، فنصبوا فيها صواريخ مضادة للسفن وأقاموا فيها قاعدة للحرس الثوري وفيلقا بحريًا، ثم بدؤوا بمضايقة البعثة التعليمية العربية وحظروا دخول أفرادها إلى الجزيرة دون تأشيرة إيرانية، وأخيرا خيروا سكان الجزيرة العرب بين الطرد وقبول الجنسية الإيرانية. رفضت الإمارات العربية المتحدة احتلال إيران لجزرها الثلاث وعرضت قضيتها على الأمم المتحدة لإصرارها على تجنب المواجهة مع دولة إسلامية، وحاول قادة الإمارات مرارًا إقناع طهران بحل القضية عبر المفاوضات المباشرة أو محكمة العدل الدولية، لكن الأخيرة كررت رفضها، معتبرة أن سيادتها على الجزر الثلاث ليست محل نقاش، وبُذلت في هذا السياق عملية تفاوض في أبوظبي بين الطرفين عام 1992 لكنها لم تصب أي نجاح، وقامت سوريا بوساطة مشابهة انتهت إلى الفشل.

## البحرين وقطر

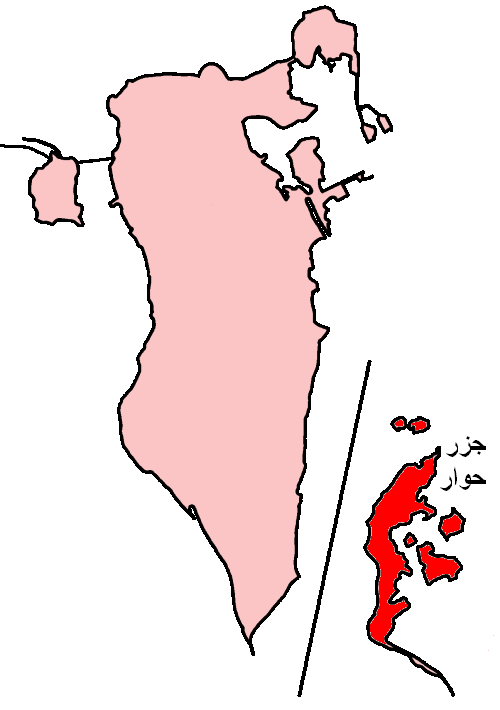
موقع جزر حوار

يعود تاريخ النزاع البحريني القطري إلى عام 1937 حينما هاجمت القوات القطرية منطقة الزبارة التي كانت تابعة للبحرين، والواقعة ضمن شبه الجزيرة القطرية في الناحية الشمالية الغربية منها. وفقا للبحرين فإن قطر لم تكتف بانتزاع الزبارة المقر الأصلي لآل خليفة الأسرة الحاكمة في البحرين، بل سعت للسيطرة على مجموعة جزر حوار وجزيرة فشت دبل وجزر أخرى صغيرة تابعة للبحرين تشكل في مجموعها ثلث مساحة البحرين. في عام 1937 تدخلت بريطانيا التي كانت تفرض حمايتها على أجزاء واسعة في الشاطئ الشرقي لشبه الجزيرة العربية في النزاع بين قطر والبحرين وتمت تسوية النزاع وترسيم الحدود بينهما على النحو الذي ما زال قائمًا حتى اليوم. في شهر أبريل عام 1986 أنزلت قطر قواتها على جزيرة فشت الدبل البحرينية (وفشت هي كلمة فارسية تعني الأراضي المغمورة بالمياه) والتي تقع إلى الشمال الشرقي من جزيرة البحرين الرئيسية، حيث احتجزت 29 من الموظفين وعمال البناء الذين كانوا يعملون في إنشاء مخفر لشرط السواحل، وتدخلت السعودية فيما بعد، حيث أدت وساطتها للإفراج عن المحتجزين بعد 17 يومًا وواصلت وساطتها لاحتواء الخلاف. في فترة لاحقة نجحت السعودية في تشكيل لجنة ثلاثية برئاسة الملك فهد بن عبد العزيز وعضوية كل من أمير البحرين عيسى بن سلمان آل خليفة، وأمير قطر خليفة بن حمد آل ثاني هدفها البحث عن حل ودي للخلاف.
في عام 1987 وافق الطرفان بشكل مبدئي على إطار مبادئ للحل اقترحته السعودية، والذي نص على أنه إذا لم تنجح المفاوضات بين الطرفين للتوصل إلى اتفاقية شاملة لتسوية الخلاف يقوم الطرفان باجراء مفاوضات لاحقة لتقرير أفضل السبل للوصول إلى تسوية عن طريق القانون الدولي. تقول البحرين أنه في عام 1990 استغلت قطر القمة الخليجية التي عقدت في الدوحة لبحث مسألة احتلال العراق للكويت ونجحت في انتزاع توقيع البحرين على اتفاق بناء على المبادئ التي اقترحها الملك فهد، والذي بموجبه اتيحت الفرصة أمام السعودية لإيجاد حل للنزاع الحدودي بين البلدين على أن يسمح لكلا الطرفين برفع النزاع إلى محكمة العدل الدولية في لاهاي بهولندا. في 8 يوليو 1991، متسلحة بهذا الاتفاق ودون الإعلان رسميًا عن فشل الوساطة السعودية، توجهت قطر بشكل منفرد إلى محكمة العدل الدولية في لاهاي، التي تعد أعلى سلطة قضائية في إطار منظمة الأمم المتحدة، وطالبت المحكمة تأييد رغبتها في إعلان السيادة القطرية على جزر حوار وجزيرتي فشت الديبل وقطعة جرادة وإعادة ترسيم الحدود البحرية الفاصلة بين قيعان الأراضي والمياه اللاصقة لها والعائدة لكل من قطر والبحرين.

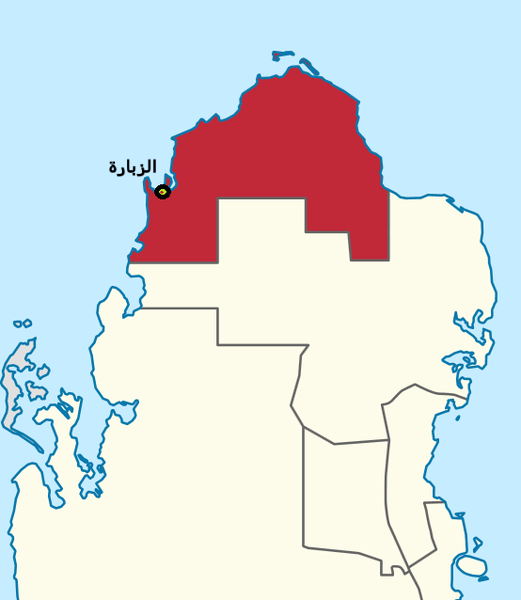
الموقع الجغرافي للزبارة

في 8 أغسطس 1991 تقدمت البحرين بطلب وتبعته بآخر في 14 أكتوبر 1991 لدى مسجل محكمة العدل الدولية طعنت فيهما بأساس الاختصاص الذي استندت إليه قطر، كما اعترضت على تقدم قطر بشكل منفرد إلى المحكمة الدولية. في الوقت ذاته قدمت البحرين طلبًا لتضمين القضية مطالبتها هي بمنطقة الزبارة التي احتلتها قطر عام 1937، بالإضافة إلى مواقع هيرات اللؤلؤ ومصائد الأسماك وبعض النقاط ذات العلاقة بالحدود. في عام 1992 اشتد الخلاف بين الطرفين عقب إعلان أمير قطر السابق خليفة بن حمد آل ثاني قرارًا يقضي بتحديد حدود المياه الإقليمية لبلاده بـ 44.4 كيلومتر، مما يعني شمول حوالي 10 جزر واقعة تحت السيادة البحرينية ضمن الحدود القطرية. حددت محكمة العدل الدولية تاريخ 28 سبتمبر 1992 لتقديم قطر وثائقها إلى المحكمة، كما حددت اليوم التالي 29 سبتمبر موعدا لتقديم البحرين وثائقها. في يوليو 1994 أصدرت المحكمة الدولية حكما حول الخلاف القائم بشأن اختصاصها وقبولها النظر في قضية تحديد الحدود البحرية والمسائل الإقليمية بين الدولتين، حيث قبلت المحكمة الصيغة البحرينية المطالبة بالنظر في جميع نقاط الخلاف التي أصبح عددها خمس نقاط وهي: جزر حوار، فشت الديبل وعين جرادة، خطوط أساس الأرخبيل، الزبارة، هيرات اللؤلؤ ومصائد الأسماك السابحة وغيرها من المسائل ذات العلاقة بالحدود البحرية، وحددت المحكمة تاريخ 30 نوفمبر 1994 موعدًا نهائيًا لتقديم الطرفين جميع نقاط الخلاف الخلاف وجوانبه للمحكمة.
في 17 مارس 2001 أصدرت محكمة العدل الدولية في لاهاي حكمها النهائي بخصوص النزاع الحدودي بين البحرين وقطر وهو: بالاجماع تقرر المحكمة بأن دولة قطر لها السيادة على الزبار، تقرر المحكمة بأن للبحرين السيادة على جزر حوار، بالاجماع تذكر المحكمة بأن سفن دولة قطر لها في المياه الإقليمية للبحرين بين جزر حوار والجزر البحرينية الأخرى حق المرور السلمي الذي ينص عليه القانون الدولي الطبيعي، لقطر السيادة على جزيرة جنان بما فيها عججينان، لدولة البحرين السيادة على جزيرة قطعة جرادة، بالاجماع جزيرة فشت الديبل تحت سيادة دولة قطر، تقرر المحكمة بأن الحدود البحرية الموحدة التي تقسم المناطق الاقتصادية الحصرية لقطر والبحرين يجب أن تحدد وفقا لفقرة 250 من القانون.

## السعودية والإمارات
بعد حصول دولة الإمارات العربية المتحدة على استقلالها عام 1971، أيدت بريطانيا إطالة حدودها غربا حتى حدود قطر، في حين أن المملكة العربية السعودية ادعت ملكيتها لتلك الأراضي وتحدثت عن أنها الدولة الوحيدة التي تحاذي قطر. تم اتفاق سري وُقع في عام 1974 بين السعودية والإمارات دون علم قطر لم يُنشر إلا في عام 1995، منح هذا الاتفاق السعودية ساحلي شرقي خور العديد في مقابل تنازلها عن واحة البريمي وهي الآن العين في المنطقة المتنازع عليها منذ القرن التاسع عشر الميلادي بين القبائل من المملكة العربية السعودية وسلطنة عمان ودولة الإمارات العربية المتحدة. كان ظروف الاتفاق أن الإمارات التي حصلت على استقلالها قبل ذلك بثلاث سنوات، كانت تبحث عن اعتراف دولي ومخرج بحري في جنوب الخليج. كان من تبعات هذا الاتفاق تخصيص عائدات حقل شيبه النفطي في المنطقة الحدودية المتنازع عليها بينها والذي ينتج أكثر من مليون برميل في اليوم للمملكة العربية السعودية.
في عام 1999 قاطعت الإمارات وبدعم من عمان وكعلامة على الاحتجاج مؤتمر وزراء الخارجية والنفط لدول مجلس التعاون الخليجي في السعودية والذي عقد بالتزامن مع تدشين حقل للنفط في منطفة الشيبة، بذريعة أن الدولة المضيفة لا تشرك الإمارات في تقاسم عائدات النفط من هذا الحقل على الرغم من اتفاق 1974. في عام 2006 أعادت دولة الإمارات طرح قضية الحدود مع المملكة العربية السعودية للادعاء أنها لم تصادق مطلقا على اتفاق 1974. عندما تولى خليفة بن زايد حكم الإمارات لم يعتبر اتفاق عام 1974 بنفس الأهمية التي أولاها والده، وفي أول زيارة له للرياض كحاكم لدولة الإمارات عام 2006 طرح مشكلة الحدود من جديد على حكام السعودية.
في يونيو 2009 أوقفت السعودية آلاف الشاحنات عند المعبر الحدودي بينها وبين دولة الإمارات كنتيجة للتوترات، وأوضحت ذلك على أنه جزء من تعزيز الرقابة على دخول السيارات من الإمارات إلى أراضيها، وأصبحت النزاعات الحدودية مع السعودية حاسمة بالنسبة للإمارات، وفي أعقاب ذلك أقامت الإمارات في 2009 مجلسا لشؤون الحدود. تطوير عمل هذا المجلس الذي كان مسؤولًا حتى ذلك الوقت عن الموضوع بخرائط رسمية مطبوعة في أبو ظبي خلال السنوات الأخيرة لا تظهر فيها التغييرات التي طرأت على الحدود بمقتضى اتفاق عام 1974.
التوتر بين السعودية والإمارات تفاقم بسبب التعاون بين قطر والإمارات في نقل الغاز الطبيعي القطري إلى دولة الإمارات عن طريق أراضي قالت السعودية أنها ملك لها، التوتر أدى إلى حادثة بحرية على الأقل بين العربية والسعودية والإمارات. في مارس 2010 أُبلغ عن هجوم لقارب سعودي واعتقال اثنان من حرس الحدود البحري السعودي من قبل قارب حراسة تابعة لدولة الإمارات في داخل المناطق المتنازع عليها على الحدود البحرية المشتركة، تم التسليط العلني على الحادث رغم محاولات الطرفين لإسكاته ودلل على أن الخلافات بشأن الحدود المشتركة لم ينتهي، بالإضافة إلى معارضة السعودية مد خط أنابيب الغاز فقد عارضت أيضا بناء جسر بين الإمارات وقطر انطلاقًا من قولها بأنه يمر من فوق المياه الإقليمية السعودية.

## السعودية وقطر
تعود جذور العلاقات بين قطر والسعودية منذ بداية القرن العشرين الميلادي عندما طالبت السعودية بضم قطر لها باعتبارها جزءً من إقليم الأحساء، ثم تم توقيع اتفاق يقضي بترسيم الحدود بين السعودية وقطر في عام 1965، ولكن الأمور تفاقمت بين البلدين منذ حادثة الخفوس عام 1992، حين زعمت الحكومة القطرية بأن قبيلة آل مرة ساندت القوات السعودية في تلك الحادثة وقامت بمواجهة القوة القطرية، حاولت السلطات السعودية احتواء الأزمة في وقت لاحق، عن طريق استرضاء بعض رجال قبيلة آل مرة واستمالة بعضهم الموجودين في قطر. بحسب الرواية القطرية فإن السعودية عمدت إلى استغلال بعض أفراد القبيلة في عملية الانقلاب عام 1995 ضد الحكومة القطرية، بالتعاون مع الأمير الأسبق خليفة آل ثاني، وتبقى مشكلة قبيلة آل مرة جزء من الخلاف القطري السعودي ضمن ملفات أخرى لم تحسم بعد.
في السابع من أبريل 1996 أعلن البلدان رسميًا عن الاتفاق على انهاء ترسيم الحدود بينهما واستئناف أعمال اللجنة الفنية الحدودية المشتركة، وذلك عقب لقاء جمع في الرياض الأمير عبد الله بن عبد العزيز بوزير الخارجية القطري حمد بن جاسم بن جبر آل ثاني، الذي حمل وقتها رسالة خطية من أمير دولة قطر الشيخ حمد بن خليفة آل ثاني تتعلق بهذا الموضوع. عقب قمة سعودية قطرية ثنائية برعاية مصرية، صدر بيان مشترك في المدينة المنورة في 20 ديسمبر 1992، اثمرت مساعيه عن توقيع اتفاق ينهي الخلاف الحدودي بين البلدين، وشكلت في حينه لجنة سعودية قطرية مشتركة وفقًا للمادة الخامسة من الاتفاقية يناط بها تنفيذ اتفاق 1965 بجميع بنوده واحكامه وما جاء في البيان المشترك. صدر بيان سعودي قطري مشترك عن وزارتي الخارجية في البلدين في عام 1996 أعلن اتفاق الجانبين على انهاء ترسيم الحدود بينهما واستئناف أعمال اللجنة الفنية المشتركة لانهاء اختيار إحدى شركات المسح العالمية ووضع المواصفات الفنية للقيام بمسح وتحديد لنقاط الحدود بين البلدين على الطبيعة.
في ديسمبر من عام 1996 اختارت القمة الخليجية التي عقدت في مسقط جميل بن إبراهيم الحجيلان أمينًا عاما لمجلس التعاون الخليجي، مقابل مرشح قطر في ذلك الحين عبد الرحمن بن حمد العطية، فاحتج أمير قطر حمد بن خليفة على ذلك، وقاطع الجلسة الختامية لقمة مسقط الخليجية في ذلك الوقت، ومما زاد في الأزمة المحاولة الانقلابية الفاشلة على الأمير حمد التي رتبها والده الأمير خليفة سعيًا للعودة إلى الحكم بعد انقلاب ابنه عليه العام 1995، فرغم أن الأمير السابق رتب المحاولة وهو موجود في أبوظبي واستعان بقطريين من أتباعه كانوا موجودين في أبوظبي وآخرين داخل قطر، إلا أن الدوحة اعتبرت أن لبعض الأطراف السعودية يد في هذه المحاولة. ومن هنا بدأت الأزمة الحقيقية التي شهدت الكثير من الإشكاليات، واستخدمت قطر وسائل الإعلام المناوئة للسعودية وقامت بدعمها ماليًا. كان لقناة الجزيرة دور محوري في أزمة الخلاف السعودي القطري، ففي عام 2002 تطرق برنامج تليفزيوني بثته القناة لمؤسس المملكة عبد العزيز آل سعود، وأدى هذا البرنامج لسحب السعودية سفيرها صالح الطعيمي من الدوحة دون إعلان. أرسل أمير قطر بعد تلك الأزمة بفترة رئيس الوزراء ووزير الخارجية حمد بن جاسم بن جبر آل ثاني إلى السعودية عارضًا فتح صفحة جديدة في العلاقات مع المملكة، بشرط أن تكف وسائل الإعلام القطرية عن التطرق لشؤونها، ثم تابع أمير قطر عمله لإعادة العلاقات الطبيعية مع السعودية والتقرب إليها حين قام بزيارته للسعودية، وقيل حينها إن السبب وراء ذلك هو رغبة قطر في عدم مقاطعة العاهل السعودي الملك عبد الله للقمة الخليجية التي استضافتها الدوحة.
في 20 مارس 2001 وقعت السعودية وقطر اتفاقية لإنهاء نزاع حدودي ظل عالقًا بين البلدين طوال خمسة وثلاثين عامًا، وجرت مراسم التوقيع في الدوحة بحضور سعود الفيصل وحمد بن جاسم بن جبر آل ثاني، تتألف الاتفاقية من خمس عشرة وثيقة وخريطة تعتبر أساسا لتسوية الخلاف على حدود بحرية وبرية بين البلدين طولها 60 كيلومترًا.

## السعودية والكويت
تحددت حدود الكويت حسب اتفاقية 1913 الإنجليزية العثمانية، ثم تحددت مرةً أخرى في اتفاقية العقير 1922، التي غيرت في الحدود الجنوبية للكويت، بعد هذه الاتفاقية بعشرين عامًا تم عقد اتفاقية صداقة وحسن جوار بمدينة جدة، وحضر نائبًا عن الكويت وزير انكلترا المفوض لدى السعودية، ثم تبعها اتفاقية أخرى في عام 1402 هـ وبذلك تنتهي مشكلة الحدود السعودية الكويتية. أما فيما يتعلق بالمنطقة المحايدة فقد تم تقسيمها في عام 1964 عند منطقة النويصيب، فصار الجنوب تحت المسؤولية الإدارية للسعودية، والشمال تحت إدارة الكويت، فيما استمر باطن الأرض الذي يحتوي كميات هائلة من النفط مشاعًا، من الخفجي في البحر والوفرة على اليابسة.
وقع خلاف في بداية عام 2007 بشأن حقل المنطقة المشتركة ولكنه لم يظهر للعلن، وكانت أساس المشكلة هو أن الكويت لم تكن راضية عن تمديد السعودية لامتياز شيفرون في عام 2009 حتى عام 2039، وأن السعودية وقعت عقد التمديد دون استشارة الكويت، وهذا أغضب الجانب الكويتي، فالشركة ترفض أن تلبي طلبات العمل الكويتية. حاولت السعودية والكويت حل خلافهما أكثر من مرة بهدف إعادة الإنتاج في المنطقة المحايدة، غير أن الخلاف ظهر للسطح في مايو 2015، ومازالت المباحثات جارية لحل الأزمة والتوصل إلى اتفاق يعيد الإنتاج للخفجي والوفرة، وجرى إغلاق حقل الوفرة في 11 مايو للمرة الأولى لمدة أسبوعين لإجراء أعمال صيانة، ولكن في 27 مايو قالت متحدثة باسم شركة النفط الأميركية شيفرون إن حقل الوفرة سيظل متوقفا لحين حل المشكلات التي تعوق التشغيل، وكشفت الشركة عن أنها عجزت عن حل نزاعات مع الكويت تتعلق أساساً بحقوق التشغيل.

## الكويت والعراق
جاء أول ترسيم للحدود بين الكويت والدولة العثمانية في عام 1913 بموجب المعاهدة الأنجلو-عثمانية، والتي تضمنت اعتراف العثمانيين باستقلال الكويت وترسيم الحدود. وقد نصت المادة السابعة من المعاهدة على أن يبدأ خط إشارات الحدود من مدخل خور الزبير في الشمال ويمر مباشرة إلى جنوب أم قصر وصفوان وجبل سنام حتى وادي الباطن وأن تكون تبعية جزر بوبيان ووربة وفيلكا وقاروه ومسكان للكويت، وبينت المادة السادسة أن تبعية القبائل الداخلة ضمن هذه الحدود ترجع للكويت. بعد انتهاء الحرب العالمية الأولى وهزيمة العثمانيين احتلت بريطانيا الأراضي العثمانية في العراق، وقد طالب أمير الكويت أحمد الجابر الصباح في أبريل 1923 بأن تكون الحدود هي ذاتها التي كانت زمن العثمانيين، وقد رد المندوب السامي بالعراق السير بيرسي كوكس على طلب الكويت باعتراف الحكومة البريطانية بهذه الحدود. سعت بريطانيا بتعمد تصغيير ميناء العراق على الخليج لكي لا تهدد أي حكومة عراقية مستقبلية النفوذ والسيطرة البريطانية على الخليج.

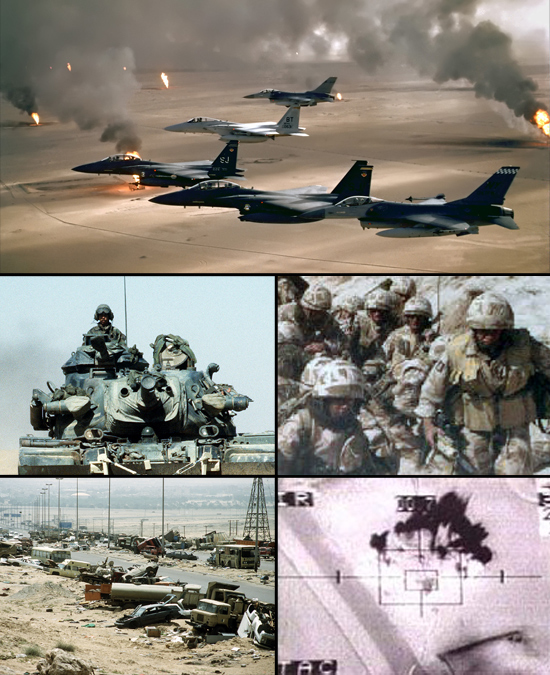
حرب الخليج الثانية

في 21 يوليو 1932 أعترف رئيس وزراء العراق نوري سعيد بالحدود بين الكويت والعراق. في 4 أكتوبر 1963 أعترف العراق رسميًا باستقلال الكويت وبالحدود العراقية الكويتية كما هي مبينة بتبادل بالرسائل المتبادلة في 21 يوليو و10 أغسطس 1932 بين رئيس وزراء العراق نوري سعيد وحاكم الكويت الشيخ أحمد الجابر الصباح، من خلال توقيع محضر مشترك بين الكويت والعراق من خلال اجتماع حضره كل من الشيخ صباح السالم الصباح ولي العهد الكويتي آنذاك وأحمد حسن البكر رئيس الوزراء العراقي في تلك الفترة. في عام 1991 شكل مجلس الأمن لجنة لترسيم الحدود بين البلدين، ووافق العراق على الالتزام بقرارات اللجنة. وفي عام 1993 صدر قرار مجلس الأمن رقم 833 لترسيم الحدود بين الكويت والعراق وأعترفت الكويت به فيما أعترف العراق بالقرار في عام 1994.
في يونيو 1961 استقلت الكويت عن بريطانيا، وبعد أسبوع واحد من إعلان استقلال الكويت عقد عبد الكريم قاسم مؤتمرًا صحفيًا في بغداد يطالب في الكويت مهددا باستخدام القوة لتندلع بذلك أزمة سياسية بين الكويت والعراق عرفت أزمة عبد الكريم قاسم. قامت القيادة العراقية بطرح فكرة أن الكويت كانت جزءً من العراق، وأنه تم اقتطاع هذا الجزء من قبل الإمبريالية الغربية حسب تعبيرها، وتم أيضا استغلال تزامن هذا الصراع مع أحداث انتفاضة فلسطين الأولى. كانت ادعاءات عبد الكريم قاسم تتركز بأن الكويت كانت جزء من العراق وقام بفصلها الاستعمار البريطاني على الرغم من استقلالية الكويت من الحكم العثماني. قامت الجامعة العربية بالتدخل لمواجهة تهديدات عبد الكريم قاسم وأرسلت قوات عربية من السعودية والجمهورية العربية المتحدة والسودان إلى الكويت. في 4 أكتوبر 1963 اعترف العراق رسميًا باستقلال الكويت واعترافها بالحدود العراقية الكويتية، وفي 20 مارس سنة 1973 هاجم الجيش العراقي مركز حدودي تابع للكويت فيما يُعرف بحادثة الاعتداء على الصامتة ونتج عن ذلك قتل جنديين من كلا الجانبين.
استمر الوضع على هذا التوتر حتى 2 أغسطس 1990، عندما شنت القوات العراقية بقيادة الرئيس صدام حسين عملياتها العسكرية على الكويت، انتهت هذه العلمية باستيلاء القوات العراقية على كامل الأراضي الكويتية في 4 أغسطس من نفس الشهر، ثم شُكلت حكومة صورية برئاسة العقيد علاء حسين تحت مسمى جمهورية الكويت، ثم أعلنت الحكومة العراقية يوم 9 أغسطس 1990 ضم الكويت للعراق وإلغاء جميع السفارات الدولية في الكويت، إلى جانب إعلان الكويت المحافظة 19 للعراق وتغيير أسماء الشوارع والمنشآت ومنها تغيير اسم العاصمة الكويتية. في الطائف بالمملكة العربية السعودية تُشكلت الحكومة الكويتية في المنفى حيث تواجد أمير الكويت الشيخ جابر الأحمد الصباح وولي العهد الشيخ سعد العبد الله الصباح والعديد من الوزراء وأفراد القوات المسلحة الكويتية. أستمر الاحتلال العراقي للكويت فترة 7 شهور، وأنتهى الاحتلال بتحرير الكويت في 26 فبراير 1991 بعد حرب الخليج الثانية.

## واحة البريمي

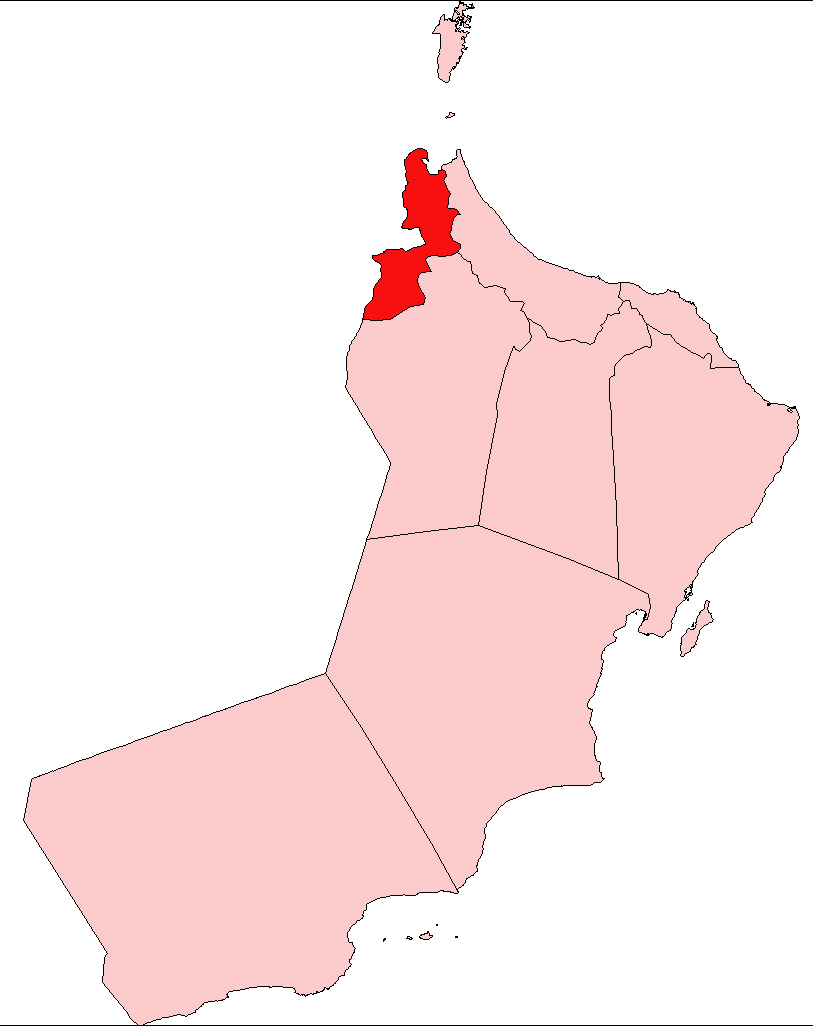
موقع منطقة البريمي على خريطة عمان

تمثّل التنافس بين القوى السياسية على واحة البريمي منذ القرن السابع عشر الميلادي بين القواسم وأمراء ساحل عُمان ومشايخها وبين سلطنة مسقط وأئمة الإباضية في عُمان الداخلية وبين بريطانيا، كان كل طرف من هذه الأطراف يعمل لصالحه ويغير تحالفاته بحسب الأحوال. منذ عام 1793 دخل السعوديون طرفًا في التنافس والنزاع، وذلك مع وصول النشاط السعودي إلى الواحة وبداية علاقات الدولة السعودية الأولى في نجد (1774 - 1818) مع إقليم عمان، ولقيت القوات السعودية مقاومة عنيفة من دولة آل بوسعيد في مسقط ومن أغلب قبائل عُمان، كما لقيت بعض العون والتأييد من المعارضين لحكم دولة آل بوسعيد الذين استعانوا بهم في الصراع ضد الخصوم. لكن هذا التدخل وذلك النفوذ انحسر عام 1819 بعد زوال الدولة السعودية الأولى وسقوط عاصمتها الدرعية بيد إبراهيم باشا، وأعقب هذا الانحسار بروز النزاع على الواحة بين الشيخ سلطان بن صقر القاسمي شيخ القواسم مع عشيرة النعيم المتصلة بصلة القربى مع القواسم، وبين سلطان مسقط سعيد بن سلطان المستند إلى تأييد بريطانيا.
عاد السعوديون إلى الظهور قوة منافسة جديدة على الواحة للمرة الثانية في عهد الدولة السعودية الثانية (1824 - 1891)، واستطاعوا مدّ نفوذ مؤقت إليها في فترات قصيرة متقطعة، في وجه مقاومة سلطان مسقط وحلفائه الإنجليز وتحفظات شيوخ القواسم والعجمان وأبو ظبي في البريمي، ولما قامت الدولة السعودية الثالثة على يد الملك عبد العزيز بن عبد الرحمن آل سعود سنة 1902 في نجد امتد حكمها إلى ساحل الإحساء وأرض الحجاز، وظهرت مطالبهم بالامتداد شرقاً من جديد، وتمسك الإنكليز المهيمنون على عمان وساحل عمان (الإمارات العربية المتحدة لاحقًا) كون خور العديد في جنوب قطر الحد الفاصل بين إمارة أبو ظبي والدولة السعودية، وذلك في أثناء مفاوضات التي حدثت في الفترة (1934 - 1938) المتعلقة بموضوع الحدود الجنوبية والجنوبية الشرقية للعربية السعودية، وهي المفاوضات التي لم تتطرق قط إلى البريمي، وعلى العكس من ذلك فإن الإنجليز كانوا حريصين على مقاومة أي امتداد سعودي جديد في اتجاه أرض عُمان.
أثارت قضية البريمي بعد الحرب العالمية الثانية خلافاً شديداً بين الأطراف المتنازعة، ودخل الأمريكيون طرفاً مهتماً بصورة غير مباشرة عن طريق المملكة العربية السعودية، التي طرحت حقها بملكية هذه الأراضي، في حين عجل البريطانيون باتخاذ إجراءات مضادة باسم حاكم أبوظبي، وكان ظهور النفط في أراضي عُمان سبباً أساسياً في تعمق الخلاف وتضخمه، وقيام انتفاضة عدة قبائل عام 1950 ضد التدخل في شؤون الإمامة، التي أخمدها الإنجليز وقوات سلطان مسقط. صارت إمامة عمان في مستهل الخمسينات بعد كشف احتياطيات بترولية كبيرة فيها، ميداناً لصراع تنافسي حاد بين بريطانيا التي مارست الضغط على الإمامة عن طريق سلطنة مسقط وإمارات ساحل عُمان (الإمارات العربية المتحدة فيما بعد) عام 1970 وبين الولايات المتحدة الأمريكية والمملكة العربية السعودية. في حزيران 1952 استولت السعودية على واحة البُريمي مع كل الاتفاقات السابقة، فردت بريطانية في مطلع 1954 بهجوم استعادت به الواحة باستخدام فصائل مسلحة من سلطنة مسقط ومشيخة أبو ظبي وبقيادة ضباط وفنيين بريطانيين، وخيَّم شبح الحرب على المنطقة، ثمّ تُوصِّلَ في تموز 1954 إلى اتفاقية تسوية سلمية للخلاف، وتقرر رسميًا أن ينقب البريطانيون عن البترول في القسم الشمالي من الواحة في حين ينقب الأمريكيون عنه في القسم الجنوبي من الواحة، أما بشأن واحة البُريمي فإن الدول الثلاث التي تنازعت على سيادتها توصلت فيما بينها إلى حلٍ للمشكلة عام 1971، اقتضى إلحاق ثلاث قرى منها بسلطنة عُمان وهي البريمي وصعرة وحماسة، والسبع الباقيات تبعت دولة الإمارات العربية المتحدة وضمت إلى مدينة العين.

## الإمارات العربية المتحدة وسلطنة عمان

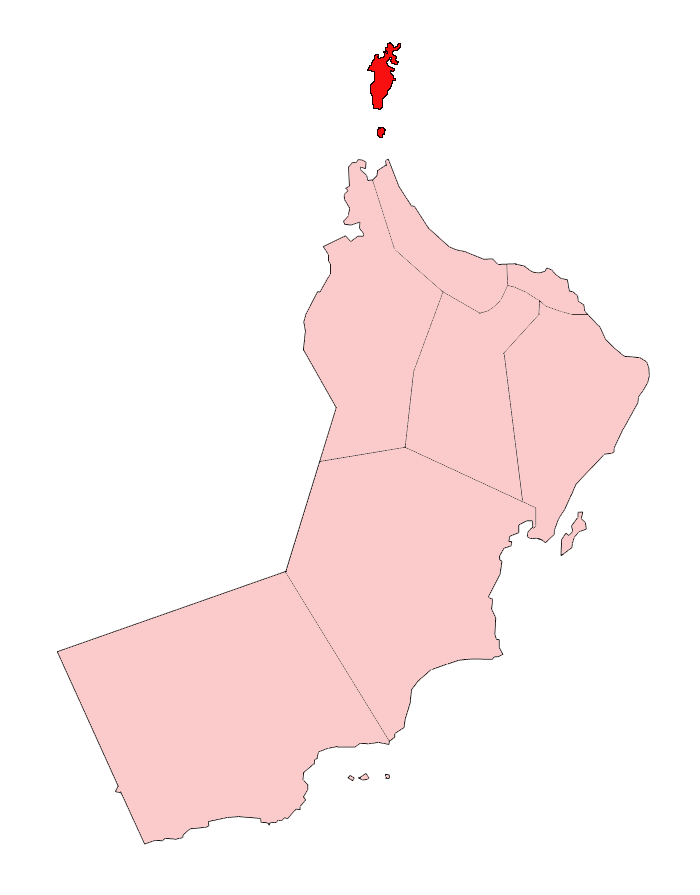
موقع محافظة مسندم

بعد أن حُل النزاع على واحة البريمي بين عُمان والإمارات العربية المتحدة والمملكة العربية السعودية في عام 1974، حدث نزاع جديد بعد ثلاث سنوات، بالتحديد في شهر تشرين الثاني عام 1977، عندما أعلنت عُمان عن نزاع بينها وبين إمارة رأس الخيمة وهي واحدة من الإمارات السبعة الاعضاء في اتحاد الإمارات، الواقعة على مقربة من شبه جزيرة مسندم، يتعلق النزاع بمقطع بطول 16 كيلومتر على مقربة من مضيق هرمز، اكتشفت فيه مخزونات كبيرة من النفط، وبعثت عُمان بقوات مشاة وسفينة حربية مطالبة بان توقف رأس الخيمة إنتاج النفط في المكان. عرضت المملكة العربية السعودية ودولة الكويت حلولًا وسط تضمنت حيازة مشتركة للمنطقة وشراكة في الأرباح من النفط (اتفاق مشابه بالذي هو قائم بين المملكة العربية السعودية والكويت في المنطقة المحايدة)، وإجراء استفتاء شعبي بين سكان المنطقة أو التوجه المشترك نحو التحكيم. اتفق زعماء عُمان وزعماء الإمارات العربية المتحدة في نهاية المطاف في شهر أيار عام 1996 على ترسيم جزء هام يبلغ 330 كيلومتر من حدودهما المشتركة.
في شهر تموز عام 2008 وقع البلدين على اتفاق لترسيم الحدود المتبقية بطول 272 كيلومتر. في السنوات الاخيرة بدأت الإمارات العربية المتحدة بناء سور على الحدود مع عُمان كعائق أمني لمنع التهريب والهجرة غير القانونية، وأعربت عُمان عن استيائها من ذلك الحين، ثم حظرت عمان في شهر تشرين الثاني عام 2010 على السفن المنطلقة من الإمارات العربية المتحدة الدخول إلى مياهها الإقليمية، دون أن تقدم تفسيرًا رسميًا لهذه الخطوة. في بداية عام 2011 أفادت عُمان بأنها كشفت خلية تجسس تابعة للإمارات في أراضيها وادعت بأن الخلية تسعى إلى جمع المعلومات عن المؤسسات الحكومية والعسكرية في سلطنة عمان، ولكن الدولتان تغلبتا على الأزمة المؤقتة بمساعدة وبواسطة من دولة الكويت، وفي تموز 2011 وصل السلطان قابوس في زيارة رسمية إلى الإمارات العربية المتحدة، في إشارة قوية لحل الخلاف الطارئ.